# AeroMobil

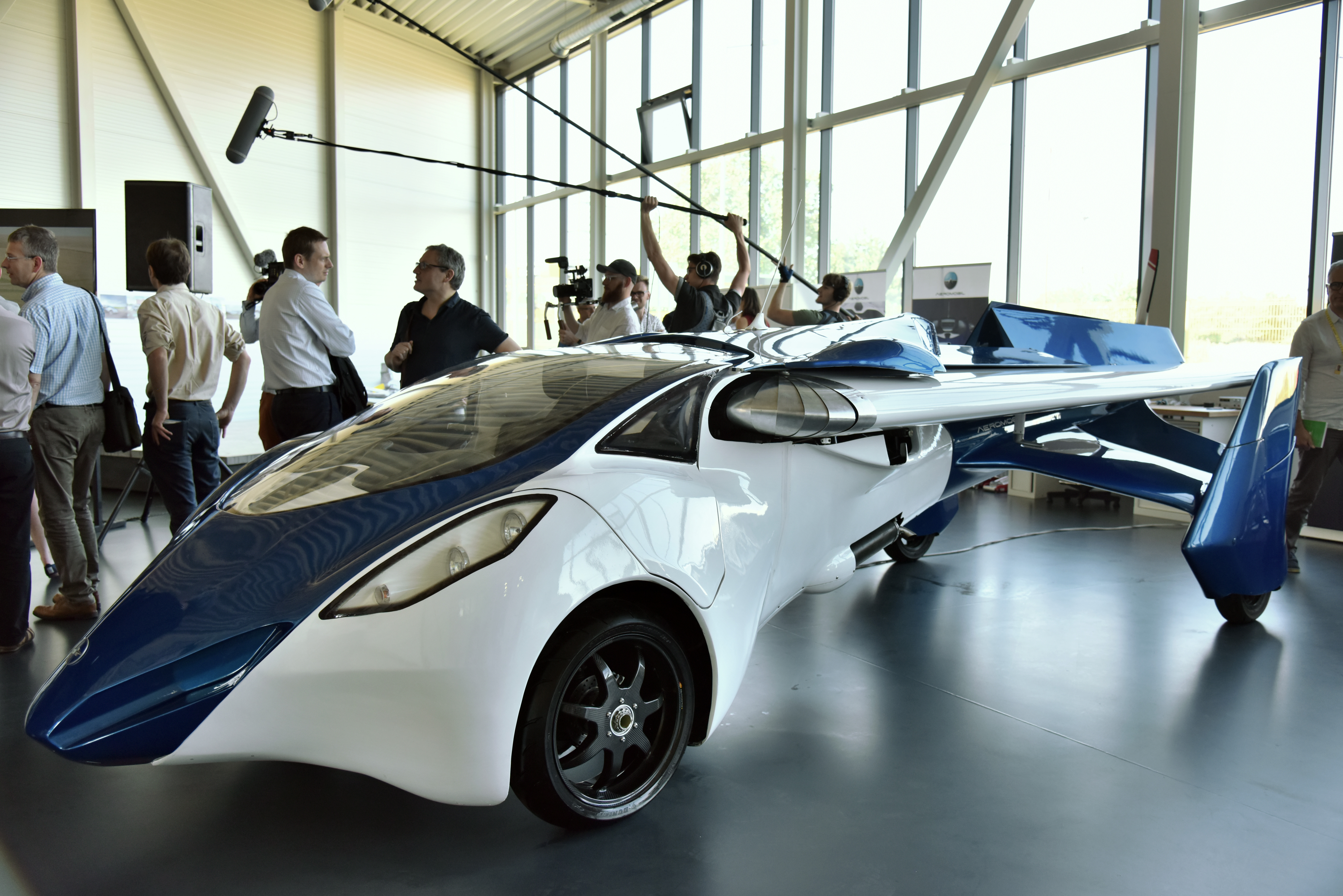
AeroMobil 3.0 vliegende auto (2016)

De AeroMobil is een experimenteel tweepersoons vliegtuig dat zich ook over de openbare weg kan verplaatsen, zodat deze functioneert als vliegende auto. Voor de besturing is zowel een rijbewijs als een vliegbrevet nodig. Tijdens de rijfase worden de vleugels naar achteren weggeklapt. In de vliegfase wordt het vliegtuig voortgestuwd door een duwpropeller. De prototypes werden geproduceerd door de Slowaakse firma AeroMobil s.r.o. In 2023 is de ontwikkeling gestopt.
De eerste vlucht in 2013 betrof een prototype zonder inklapbare vleugels. 
In oktober 2014 vloog de eerste AeroMobil 3.0 versie. Dit type had inklapbare vleugels en een parachute om het toestel veilig aan de grond te krijgen bij een noodgeval. Op 8 mei 2015 kwam zo'n prototype neer aan de noodparachute na een ongecontroleerde tolvlucht. Het. Het toestel raakte beschadigd aan de voorkant en de piloot liep lichte verwondingen op aan de rug. In juni 2015 is een nieuw prototype geproduceerd. 
Na een geldinjectie van 3,2 miljoen dollar kwam in 2017 de AeroMobil 4.0 gereed. Aan potentiële klanten werden 25 speciale "Founders Edition"-exemplaren aangeboden, welke het begin zouden moeten vormen van een geplande productieserie van 500 stuks. Die is er nooit gekomen.   

## Varianten
AeroMobil 1.0 (1990–94)Eerste conceptversie.
AeroMobil 2.0 (1995-2010)Verdere ontwikkeling van de conceptversie.
AeroMobil 2.5 (2010-2013)Pre-prototype van het AeroMobil concept.
AeroMobil 3.0 (2014-2017)Doorontwikkelde conceptversie. Voor het eerste getoond aan het publiek in oktober 2014. Aangedreven door een Rotax 912S motor. Het frame is gemaakt van metaal bedekt met koolstofvezel. Dit toestel is verongelukt in mei 2015.
AeroMobil 4.0 (2017-)Hybride model met een Subaru boxermotor van 300pk en 110pk elektromotor.

## Specificaties

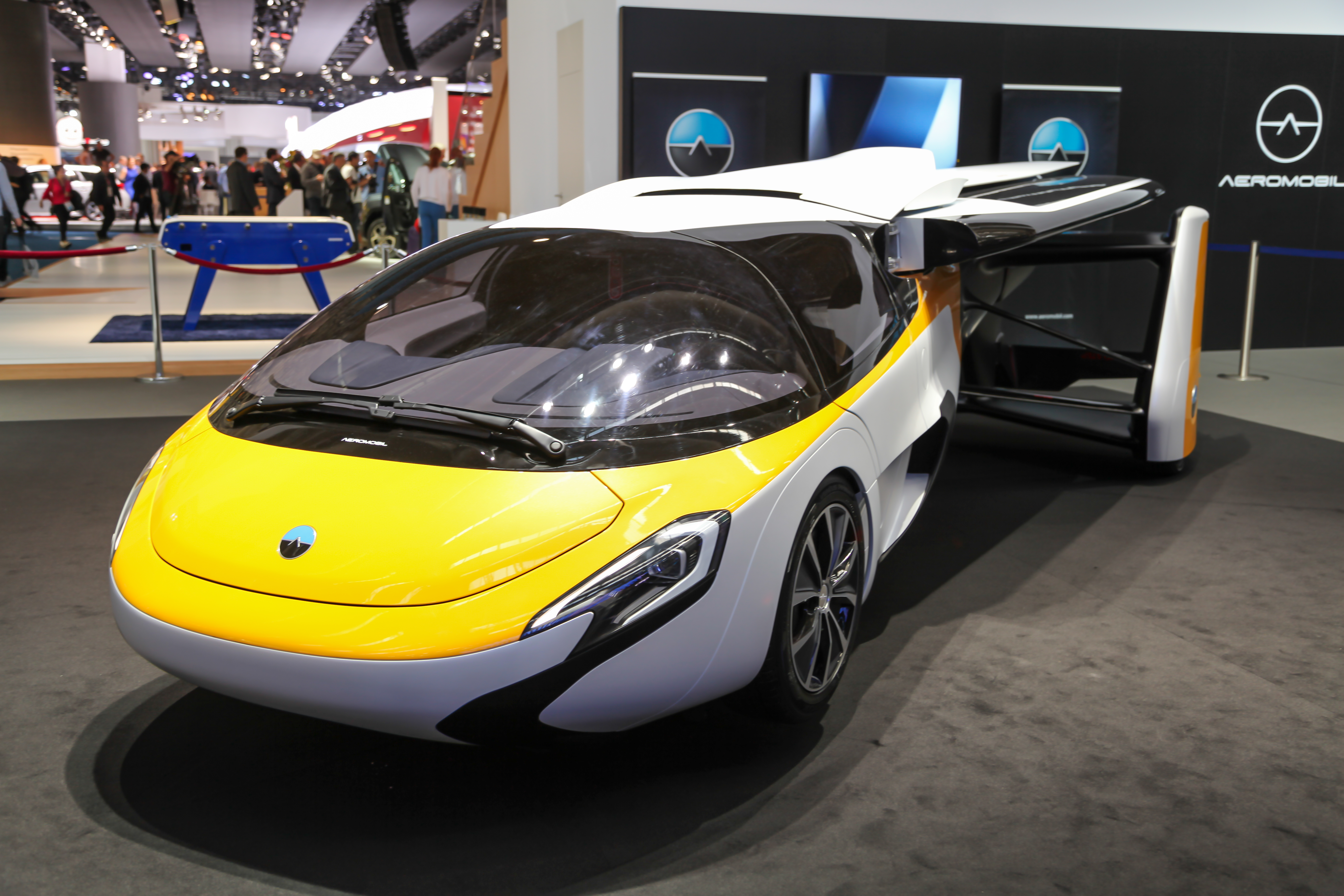
AeroMobil 4.0 (2017)

### Technische specificaties
- Capaciteit: 2 personen
- Lengte: 6,0 m
- Spanwijdte: 8,3 m (vleugels uitgeklapt)
- Breedte: 2,24 (vleugels ingeklapt)
- Leeggewicht: 600 kg
- Tankcapaciteit: 70 liter
- Motor: 1 × Rotax 912 viercilinder boxermotor, 75 kW (100 pk)
- Propeller: drieblads duwpropeller
- Eerste vlucht: 2013

### Rijdend, volgens de fabrikant
- Maximumsnelheid: 160 km/u
- Actieradius: 875 kilometer
- Verbruik: 8 liter/100 km

### Vliegend, volgens de fabrikant
- Maximumsnelheid: 200 km/u
- Overtreksnelheid: 60 km/u
- Actieradius: 700 kilometer
- Verbruik: 15 liter/uur